# Blachia
Blachia es un género perteneciente a la familia de las euforbiáceas con 11 especies de plantas distribuidas desde la India hasta Malasia.

## Taxonomía
El género fue descrito por Henri Ernest Baillon y publicado en Étude générale du groupe des Euphorbiacées 385. 1858. La especie tipo es: Blachia umbellata

## Especies
| - Blachia andamanica - Blachia calycina - Blachia chunii - Blachia cotoneaster - Blachia denudata - Blachia glandulosa - Blachia jatrophifolia - Blachia longzhouensis | - Blachia pentzii - Blachia philippinensis - Blachia poilanei - Blachia reflexa - Blachia siamensis - Blachia thorelii - Blachia umbellata - Blachia viridissima - Blachia yaihsienensis |